# O Baixo Miño
O Baixo Miño en galicien ou El Bajo Miño en castillan, est une comarque de la province de Pontevedra en Galice (Espagne) située au sud de la province. Le fleuve Miño est sa frontière naturelle avec le Portugal au sud. À l'ouest sa limite est l'Océan Atlantique.

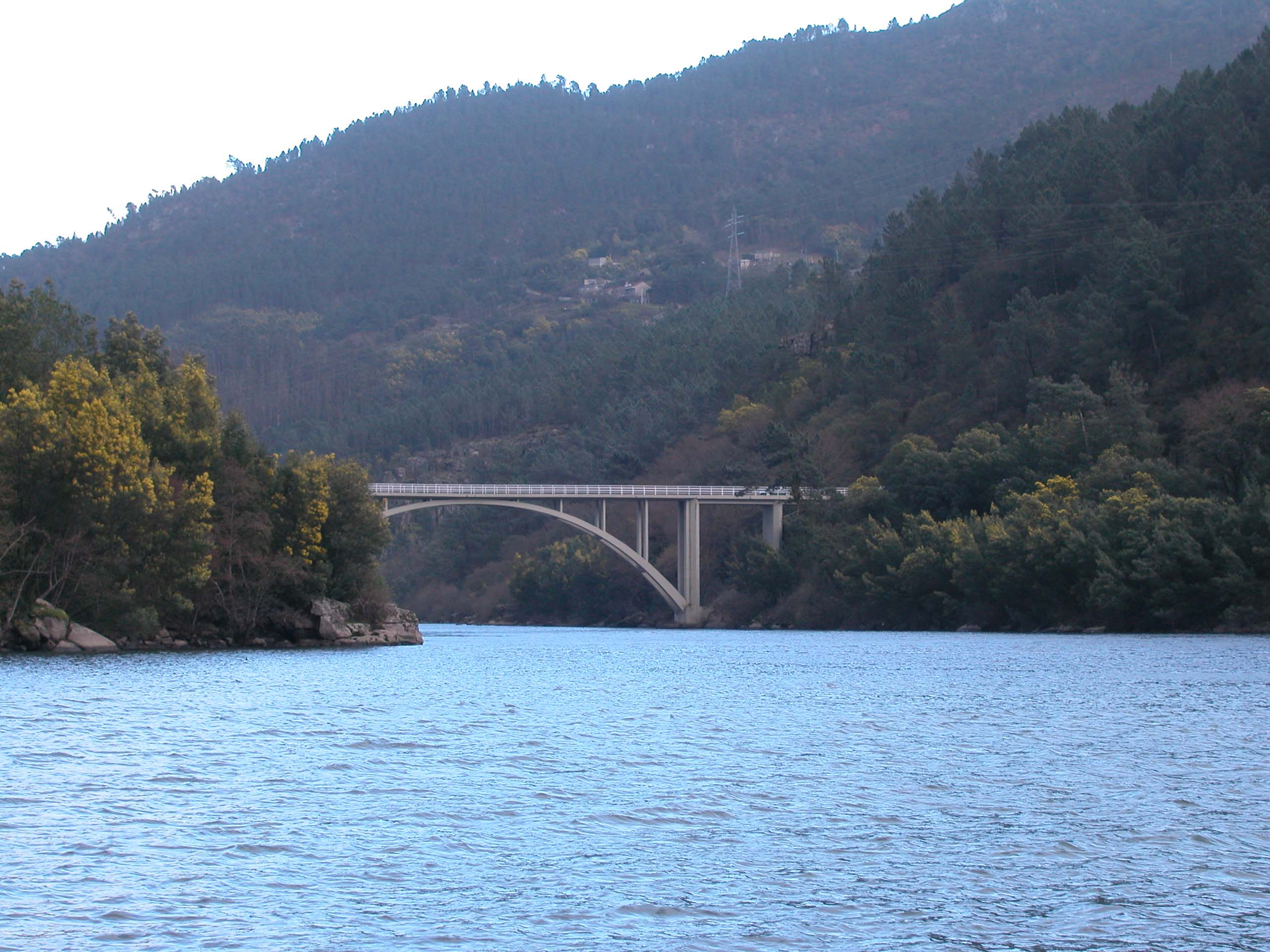
Rivière Minho

## Communes
- A Guarda
- Oia
- O Rosal
- Tomiño
- Tui est le chef lieu de la comarque.